# 段干木
段干木（？—？），战国时期初期人物。

## 生平
原是晋国市場上的仲介人，曾经向子夏求学。和子夏、田子方都被魏成推荐给魏文侯，魏文侯以他为师，给他爵禄，他坚持不受。魏文侯每次路过他家，魏文侯起身致敬。后来，段干木答应见他，魏文侯向他垂询治国之道。